# My I
"My I" es un dueto de los integrantes chinos de SEVENTEEN; THE8 y  Jun. La canción forma parte del cuarto miniálbum AL1 de la boyband surcoreana Seventeen. 

## Letra
La letra fue compuesta por Minghao y Jun primero en chino y luego traducida al coreano, con ayuda de BUMZU, todos de Pledis Entertainment. 
Fue inspirada en la película de animación japonesa Kimi no Na wa., al estar en ésta conectados los protagonistas a través del tiempo y el espacio gracias al hilo rojo del destino.
La música fue compuesta por BUMZU y Woozi, el ritmo es tranquilo y tropical
De acuerdo a Minghao, ellos escribieron la letra para dar esperanza a quien la escuche: "aunque estás luchando ahora mismo, no te desesperes te esperaré aquí", dado que toda la canción es una conversación entre una versión actual de una persona y su versión futura, más madura. La letra en la versión china parece corresponder a la versión en coreano, de la misma forma que a lo largo de ambas versiones ambas voces se corresponden: "Soy tu futuro, eres mi pasado" en chino cambia a "Eres mi futuro, soy tu pasado" en coreano. 
-

## Video Musical
El video salió en septiembre de 2017 en los canales oficiales de  SEVENTEEN, tanto en YouTube como en la aplicación VLive. Contó con versión en chino y en coreano, ambas alcanzaron en la primera semana el millón de vistas. Muestra sobre un fondo oscuro la coreografía, con movimientos de cámara suaves, y cortes limpios.

## Coreografía
Interpretada por Jun y Minghao durante el Diamond Edge Tour de SEVENTEEN, los muestra a ambos conectados por un listón blanco. De acuerdo a Minghao, el listón conecta a ambas personas a través del tiempo, siendo él la versión madura y Jun la versión actual. Integra piruetas de Wushu y hip hop en los versos finales.